# Alsóvadász, Borsod-Abaúj-Zemplén
Alsóvadász este un sat în districtul Szikszó, județul Borsod-Abaúj-Zemplén, Ungaria, având o populație de 1.580 de locuitori (2011). 

## Demografie
Componența etnică a satului Alsóvadász
     Maghiari (72,25%)
     Romi (27,52%)
     Germani (0,24%)
Componența confesională a satului Alsóvadász
     Reformați (47,15%)
     Romano-catolici (23,16%)
     Fără religie (10,13%)
     Greco-catolici (8,48%)
     Necunoscută (11,08%)
     Alte religii (0,7%)
Conform recensământului din 2011, satul Alsóvadász avea 1.580 de locuitori. Din punct de vedere etnic, majoritatea locuitorilor (72,25%) erau maghiari, cu o minoritate de romi (27,52%). Nu există o religie majoritară, locuitorii fiind reformați (47,15%), romano-catolici (23,16%), persoane fără religie (10,13%) și greco-catolici (8,48%). Pentru 11,08% din locuitori nu este cunoscută apartenența confesională.